# Ele Não Desiste de Você - Ao Vivo
Ele Não Desiste de Você - Ao Vivo é o primeiro DVD do cantor Marquinhos Gomes, lançado em 2012 de forma Independente pelo próprio selo do cantor, Sem Limites Produções.[carece de fontes?]
O repertório do álbum mescla canções do CD homônimo lançado em 2010 com sucessos que marcaram a trajetória musical do cantor. O trabalho ainda contou com as participações do Coral Resgate, Raiz Coral e de Gabriela Gomes, filha do cantor.
Ganhou a versão em CD esse projeto ainda em 2012, sendo então o quinto álbum ao vivo.

## Faixas
1. Abertura / Ele Não Desiste de Você
2. Chegada do Leão
3. A Glória é Dele (part. Grupo Éfeso)
4. Porque Dele e por Ele
5. Uma Coisa Nova
6. Ele Não Desiste de Você
7. Lágrimas no Olhar
8. Confiança (part. Josyanne)
9. Pout-Pourri (Rei da Glória / Lembranças / O Amor Nunca Perde) (part. Jessyca)
10. Mil Cairão
11. Todo Poderoso Deus (part. Gabriela Gomes)
12. Sem Fé é Impossível
13. Não Morrerei
14. Deus de Israel (part. Grupo Éfeso)